# Château de Rothelin

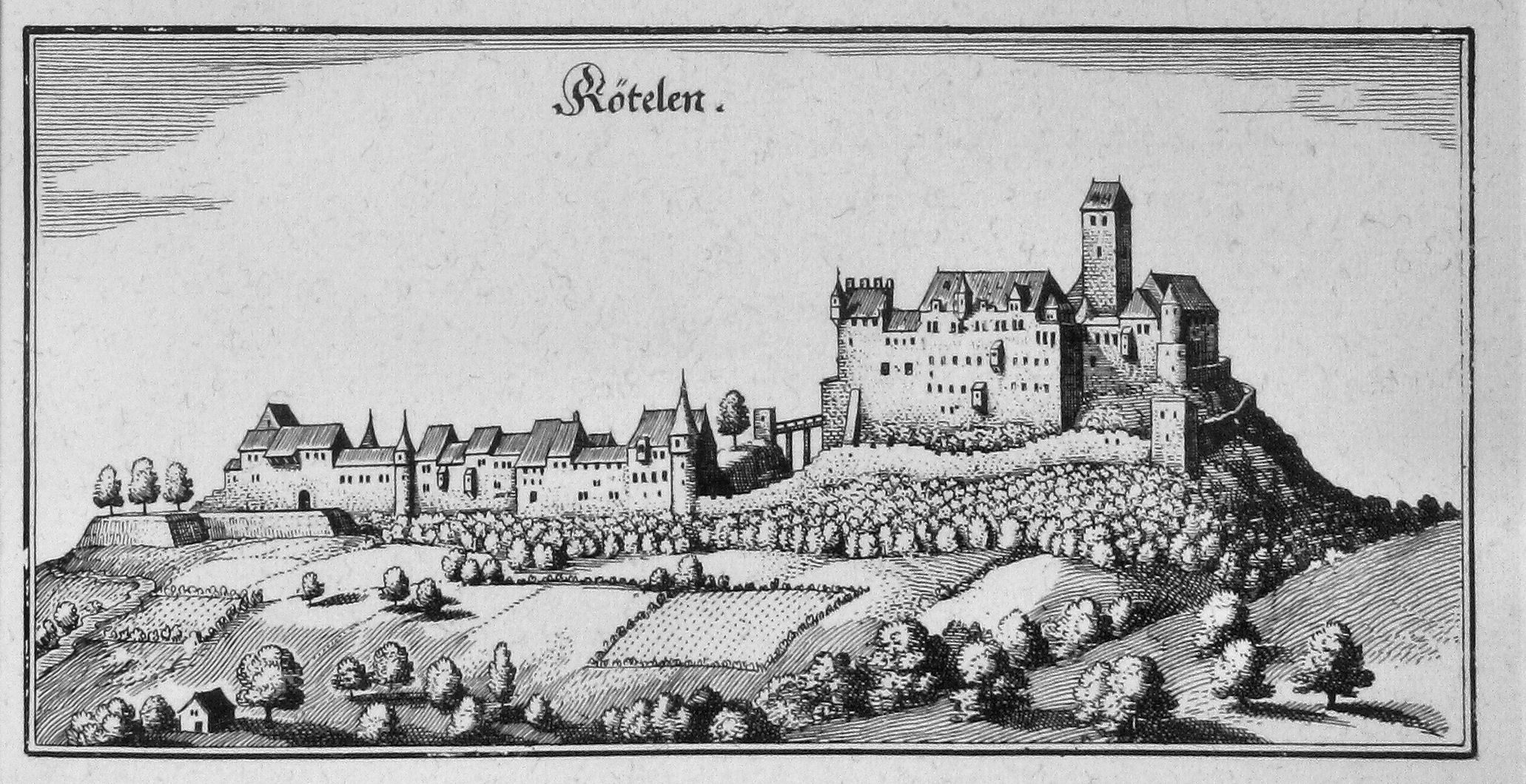
Topographia Alsatiae, Rötelen

Le château de Rothelin (en allemand : Burg Rötteln ou Rœtteln, Rœttlen), situé dans la commune de Lörrach en Allemagne, non loin de Bâle, était au Moyen Âge la résidence du margrave de Hochberg-Sausenberg et le centre administratif de la région du Markgräflerland (le landgraviat de Sausenberg et les seigneuries de Badenweiler et Rœtteln).
Ce château a donné son nom à une famille de la noblesse française, la maison d'Orléans-Rothelin.
Tombé en ruines après sa destruction en 1678, c'est aujourd'hui un musée qui dépend de l'établissement des palais et jardins du Bade-Wurtemberg, responsable de l'entretien du château et de son maintien en bon état.

## Description

### Vue d'ensemble
« Pour accéder au château haut, noyau défensif de la forteresse, il faut emprunter des rampes et un pont. La Tour Verte qui domine l'ensemble a été restaurée et aménagée en belvédère. La vue embrasse la vallée de la Wiese, le massif boisé du Blauen, les reliefs adoucis de la Forêt-Noire et, à l'horizon, les Alpes suisses. »
Le complexe du château fort se compose de quatre sections :
- le cœur du château fort (partie ancienne), construit entre 1000 et 1500
- la basse-cour (avant-cour, baille, partie récente), construit avant 1500
- les bastions, construit après 1500
- un retranchement (ouvrage extérieur), construit en 1638.

### Le cœur du château fort

#### Accès au coeur du château fort

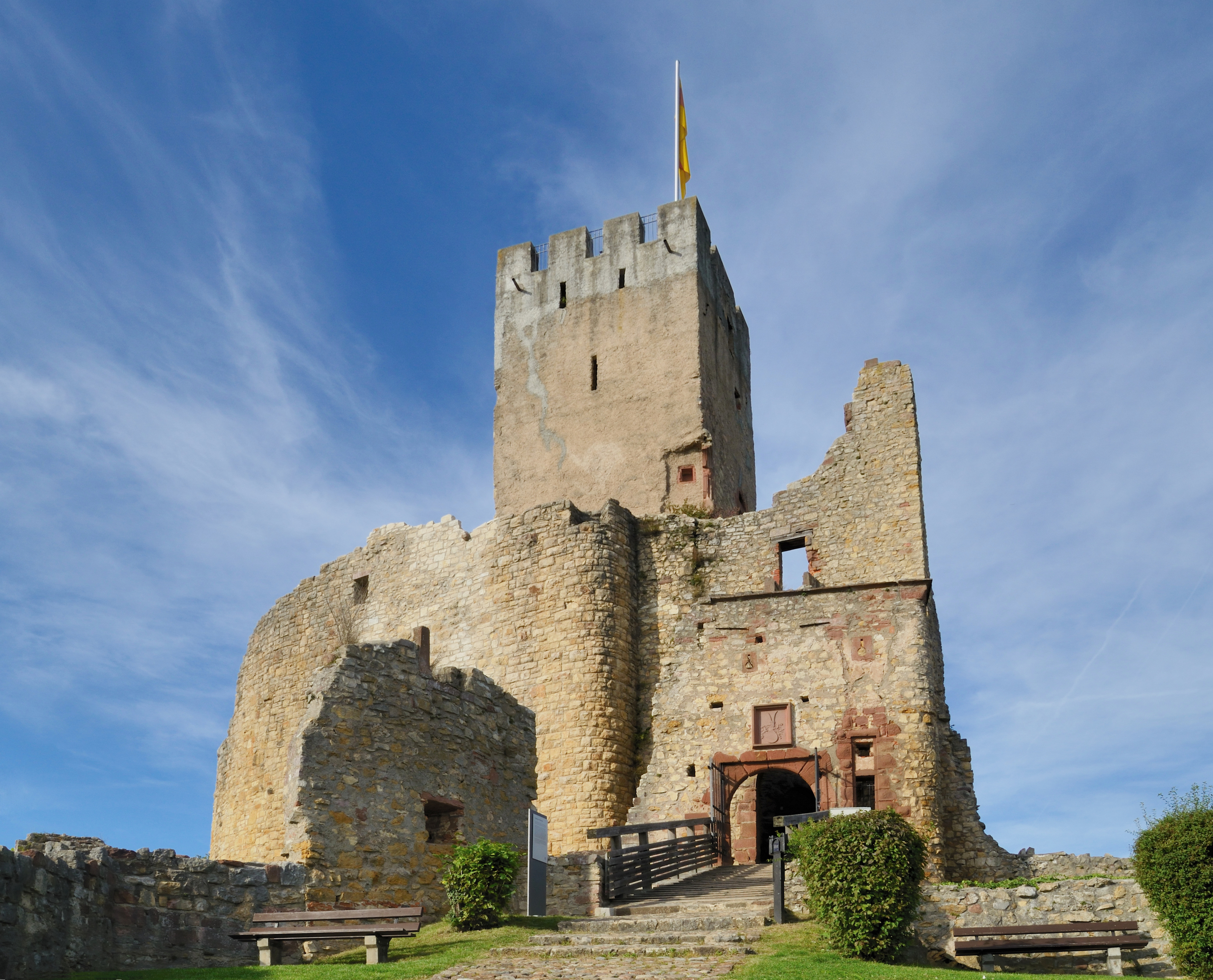
Accès au cœur du château fort

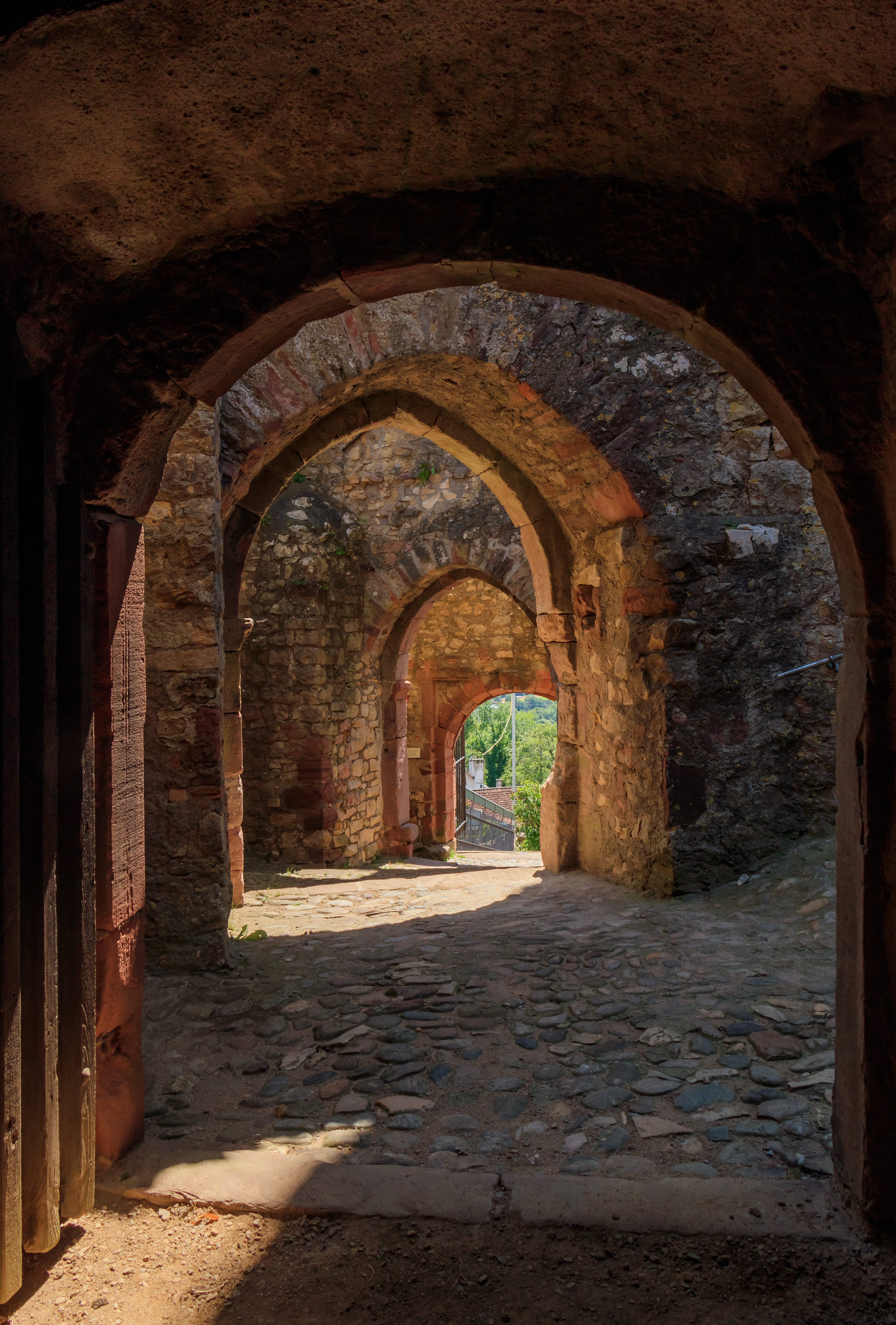
La porterie du chateau. Juillet 2023.

Dans aucun autre château fort de la région, l'ingénieuse technologie d'accès n'a été aussi clairement préservée. Le cœur du château fort était spécialement protégé. Un haut mur d'enceinte avec des créneaux (meurtrières) s'étend autour de tout le cœur du château fort. De plus, un fossé (gorge) a été creusé, dont la roche naturelle a été enlevée. À ce stade, un pont de bois surmonte la gorge, car c'est le seul accès au cœur du château fort. Le fossé était autrefois très profond, et la connexion entre le basse-cour et le cœur du château fort était faite par un pont-levis. L'ancien pile intermédiaire (culée) supporte encore aujourd'hui le pont. À côté de la porte principale, l'étroit un poterne permet un accès individuel. Cet accès était également sécurisé par une passerelle volante. Au-dessus du haut de la porte principale, une dalle de grès montre les armoiries des bâtisseurs et puissants propriétaires, les Margraves de Hochberg-Sausenberg.
D'énormes murs sans fenêtre apparaissent derrière la porte. Vous ne pouvez entrer dans le cœur du château fort qu'après avoir quitté  une passage d'une porte composé de portes supplémentaires et herse, derrière vous. Le soi-disant « Giller » s'élève du puissant mur bouclier sur la gauche comme une tour de défense de porte.

#### Logis et chapelle

Coeur du château fort

Le logis (Palas) était le domicile des dirigeants et en même temps un bâtiment représentatif. Il a été agrandi en trois sections : au sud il y a le « vieux bâtiment », puis au nord il y a un bâtiment intermédiaire et près du donjon le « nouveau bâtiment ». Le logis (Palas) a trois étages, mais seul le dernier étage traverse les trois sections du bâtiment. Il est facile de voir comment « l'ancien bâtiment » a d'abord été agrandi puis élevé.
Le "vieux bâtiment" date de l'époque des nobles de Rothelin (XIIIe siècle). La salle d'honneur, où se déroulait la vie sociale, est située au rez-de-cour. Le salon et la chambre étaient situés au-dessus de la salle d'honneur, la cuisine se trouvait dans le « bâtiment intermédiaire ».
Le margrave Philippe de Hochberg (1454-1503) fit construire le « nouveau bâtiment ». La clé de voûte du portail d'accès est ornée des armoiries du margrave et de son épouse Marie de Savoie. Au dernier étage, la spacieuse salle de bal occupait toute la surface. Il y a des bancs dans les niches des grandes fenêtres. Les fenêtres et les murs du portail du «Nouveau bâtiment» présentent des designs exceptionnellement raffinés. Ils témoignent du besoin ambitieux de représentation du margrave, qui appartenait à la cour bourguignonne. Le nouveau bâtiment était confortablement meublé. Il y avait de nombreuses pièces plus petites qui pouvaient être chauffées avec des poêles. Cette commodité comprend également les latrines en encorbellement  en la façade est.
La chapelle du château (consacrée en 1504) sur le côté nord de la cour était une salle allongée avec deux colonnes dans l'axe central, qui portait une voûte nervurée de style gothique tardif. Le lieu de sépulture du margrave Rudolf IV (mort en 1487) se trouverait dans la chapelle.

## Histoire
Le Bergfried (dit « Tour Verte ») a été bâti au cours de la deuxième moitié du XIIe siècle ; le château est mentionné pour la première fois en 1259.

### Les seigneurs de Rothelin (1103 - 1316)
Les plus anciennes parties du château étaient des fiefs de l’abbaye Murbach en Alsace légués au Comte de Habsbourg ; celui-ci en investit comme sous-fiefs les seigneurs des Rötteln (Rothelin). Elles ne furent rachetées qu’au 1741.
En 1103 Dietrich (Theodericum), seigneur de Rothelin, fut nommé prévôt des biens du nouveau monastère Saint-Alban à Bâle, c'est la première mention authentique de la maison de Rothelin.
Deux membres de la maison de Rothelin furent évêques de Bâle; Walther de Rötteln (1213-1215) et Leuthold de Rötteln (Leuthold Ier comme comte de Rötteln et Leuthold II comme évêque de Bâle) (1238-1248).
En 1298/1299 Rodolphe Ier de Bade-Sausenberg épouse Agnès, fille et héritière d' Otto de Rothelin (mort en 1310). En 1311 Leuthold II (de) (mort en 1316) l'oncle de son épouse, prévôt et évêque élu de Bâle, fait de Rodolphe son corégent au château de Rothelin. Par cet acte il établit le pouvoir de la lignée de Hachberg-Sausenberg. Rodolphe Ier meurt cependant avant Leuthold. En 1315, Leuthold donne donc la seigneurie de Rothelin au fils ainé de Rodolphe Henri, qui devient majeur cette même année.

### Les margraves de Hochberg-Sausenberg (1316 - 1503)
Après le mort de Henri de Hochberg-Sausenberg ses jeunes frères Rodolphe II et Othon lui succèdent conjointement dans les seigneuries de Rötteln et Sausenberg. Les seigneurs de Hachberg-Sausenberg transfèrent alors le centre de leur pouvoir du Château de Sausenburg vers le Château de Rothelin.
Le fils du margrave Rodolphe II, Rodolphe III épouse d'abord Adelheid de Lichtenberg (morte en 1386) et ensuite (13 février 1387) Anne de Freiburg-Neuchâtel (morte en 1427) héritière de la seigneurie de Badenweiler et de Comté du Neuchâtel. Rodolphe III fut le plus remarquable margrave de Hachberg-Sausenberg. Son fils, Guillaume, lui succède en 1428. Comme il est constamment sous la pression de ses créanciers, il ne trouve pas d'autres solutions pour préserver ses domaines patrimoniaux et sa famille que d'abdiquer le 21 juin 1441 en faveur de se ses fils mineurs Rodolphe IV et Hugues. Comme ils sont encore en enfance c'est leur cousin Jean de Fribourg qui assure le gouvernement comme régent. Rodolphe IV poursuit l'édification du château de Rothelin auquel il ajoute une porte basse dans la basse-cour. Le 8 septembre 1444, le comte Jean de Fribourg donne la seigneurie de Badenweiler, comprenant le château de Badenweiler, à ses neveux Rodolphe IV et Hugues. Les régions de Badenweiler, Rothelin et Hachberg-Sausenberg forment alors un domaine continu du nord de Bâle au sud de Fribourg nommé Markgräflerland. En 1447, Jean de Fribourg transfère le comté de Neuchâtel, comprenant le château de Neuchâtel à Rodolphe IV. Après la mort de Jean le 19 février 1458, Rodolphe IV hérite d'autres possessions dans en Franche-Comté.
Son fils, Philippe de Hochberg, lui succède en 1487. Il n'a qu'une fille; Jeanne de Bade-Hochberg, qui hérite de la principauté de Neuchâtel. Par son mariage avec Louis Ier d'Orléans-Longueville, le titre passe aux princes de Longueville. Par contre les fiefs de Rothelin, Sausenberg et Badonviller qui suivent une dévolution en ligne masculine, reviennent à son lointain cousin Christophe Ier de Bade

### Les maisons d'Orléans-Longueville et d'Orléans-Rothelin
Philippe de Hochberg conclut en un accord avec son cousin Christophe de Baden par lequel ils se lèguent réciproquement, à défaut d'enfants mâles, leurs seigneuries allemandes. Philippe meurt en 1503 et laisse une seule héritière, sa fille Jeanne de Hochberg.
Jeanne de Hochberg fille et unique héritière de Philippe de Hochberg, comte de Neuchâtel, marquis de Rothelin épouse en 1504 Louis Ier d’Orléans, premier duc de Longueville. Leur petit-fils, François, bâtard, fonde la lignée d'Orléans-Rothelin. Le plus célèbre membre de la famille est Charles d'Orléans de Rothelin (dit l'abbé de Rothelin).

### Les margraves de Bade et de Bade-Durlach (1503 - 1678)
En 1515 avant sa mort, Christophe Ier de Bade divise ses possessions entre ses trois fils. Son fils Ernest fonde la lignée des Bade-Durlach dite lignée Ernestine, cette lignée règne sur Rötteln et le Markgräflerland jusque 1918. En 1525 pendant la Guerre des Paysans allemands des insurgés prennent le château et détruisent ses archives.
La Margrave Charles II de Bade-Durlach, en juin 1556, passe à la luthérienne. Seul son fils, Georges-Frédéric de Bade-Durlach, habite le château de Rötteln entre 1595 et 1599. La capitale des margaves de Bade-Durlach est transférée à Durlach et le château de Rothelin est administré comme le Markgräflerland par un bailli. Pendant  la Guerre de Trente Ans (1618-1648) les troupes impériales et suédoises occupent successivement le château.

### La destruction (1678)
Le château est détruit en 1678 pendant la guerre de Hollande par l'armée française du maréchal de Créquy et des généraux Louis François de Boufflers et Claude de Choiseul-Francières. 

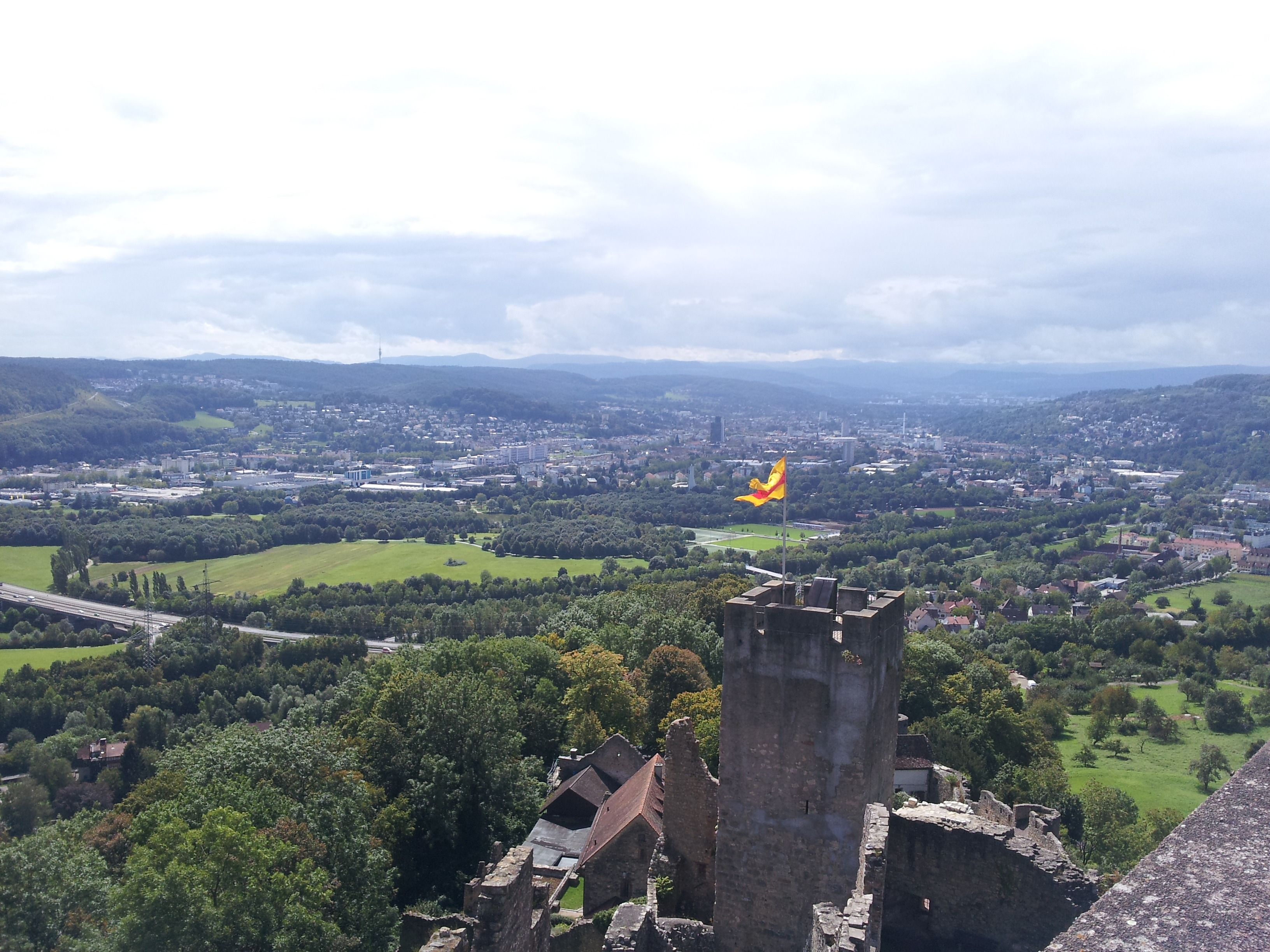
Vue de la ville de Lörrach depuis le château.

Dès le début de 1678, un détachement français commandé par le général Louis François de Boufflers bombarde le château et détruit plusieurs villages. 
En juin, l'armée française bombarde de nouveau le château qui capitule au terme de trois jours. À cette époque, les vieilles fortifications médiévales ne peuvent pas résister longtemps à l'artillerie moderne de la guerre de siège. Le château est détruit par les troupes françaises dans la nuit du 29 au 30 juin 1678.
En 1689, le bastion sur le Kapf est rasé par ordre du commandant français Roger Brulart de Puysieux. 
À la suite de ces destructions le château perd son rôle comme centre du pouvoir local, l'administration est transférée dans la ville de Lörrach qui reçoit sa charte de cité en 1682.

## L'ouverture au public (depuis 1840)
En 1840 le château est ouvert au public et les premières mesures sont prises pour le préserver de la ruine. 
En 1926, est créée l'« Association des Amis du Château de Rothelin »  afin de le restaurer. 
C'est maintenant un des monuments les plus significatifs du Land. Aujourd'hui, environ 47 000 visiteurs fréquentent chaque année les ruines de ce château fort. Les vestiges découverts dans le château sont exposés dans le musée local. 
En été s'y tient un théâtre de plein air et en mai un festival de Jazz.

## Galerie

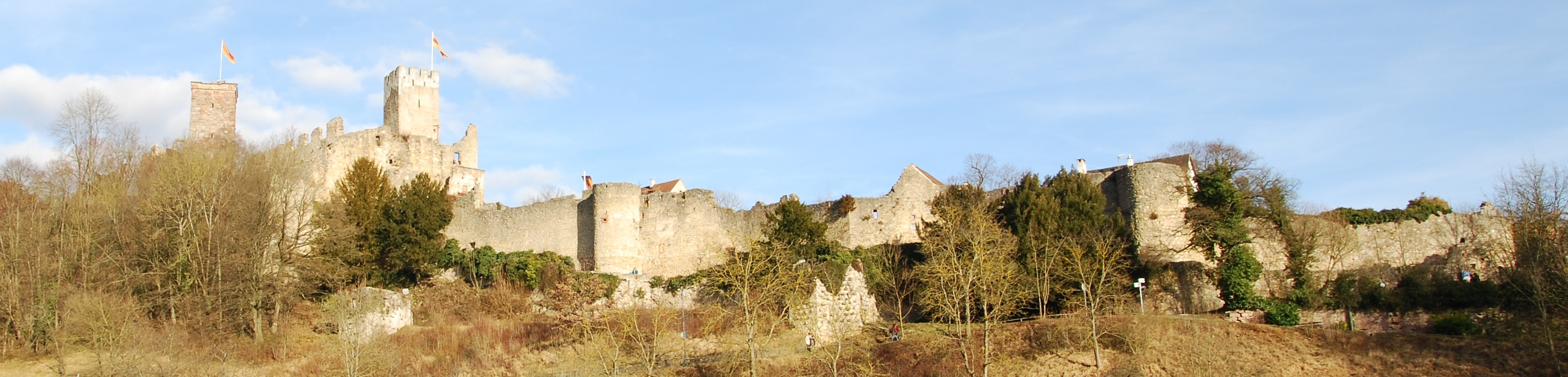
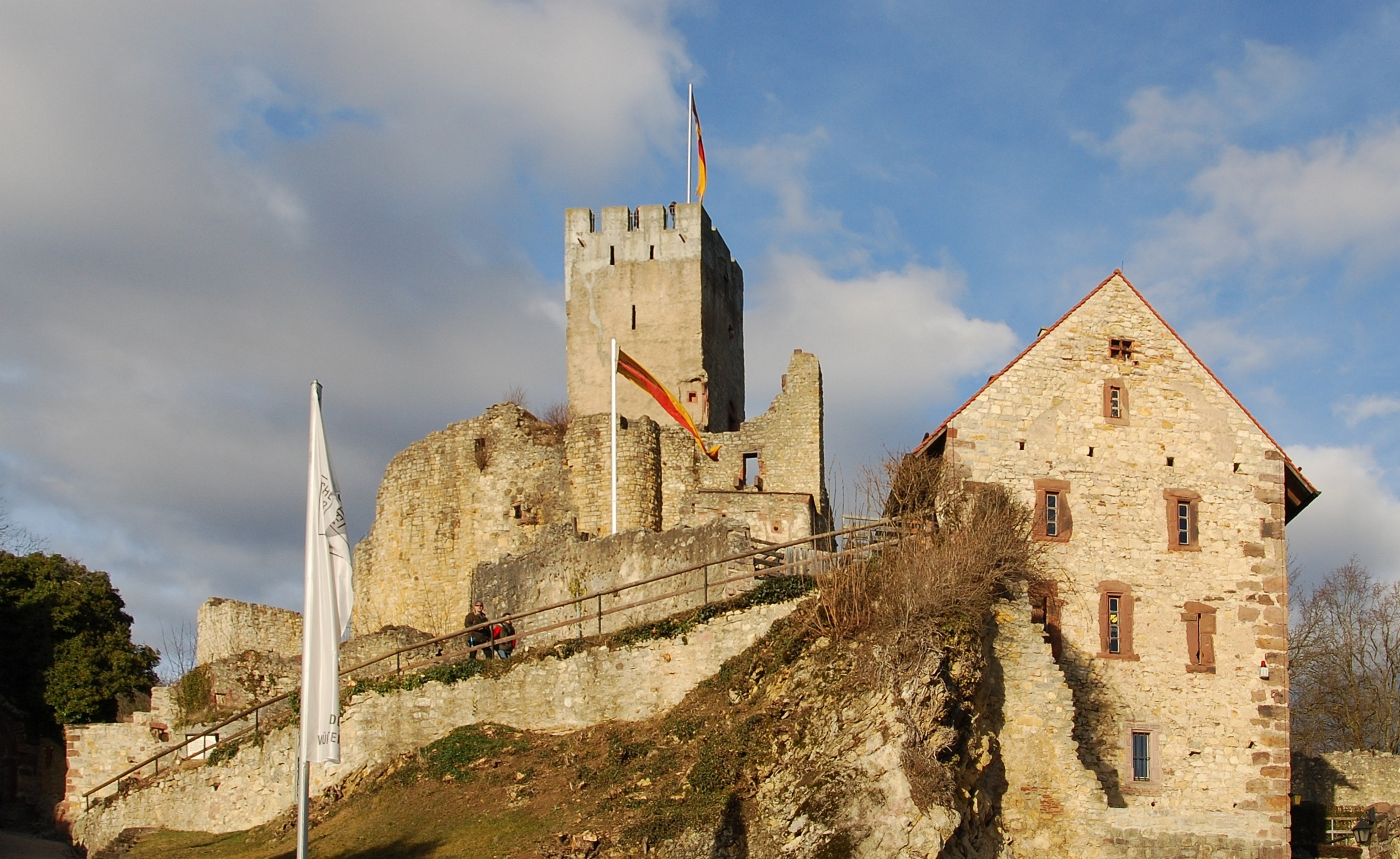
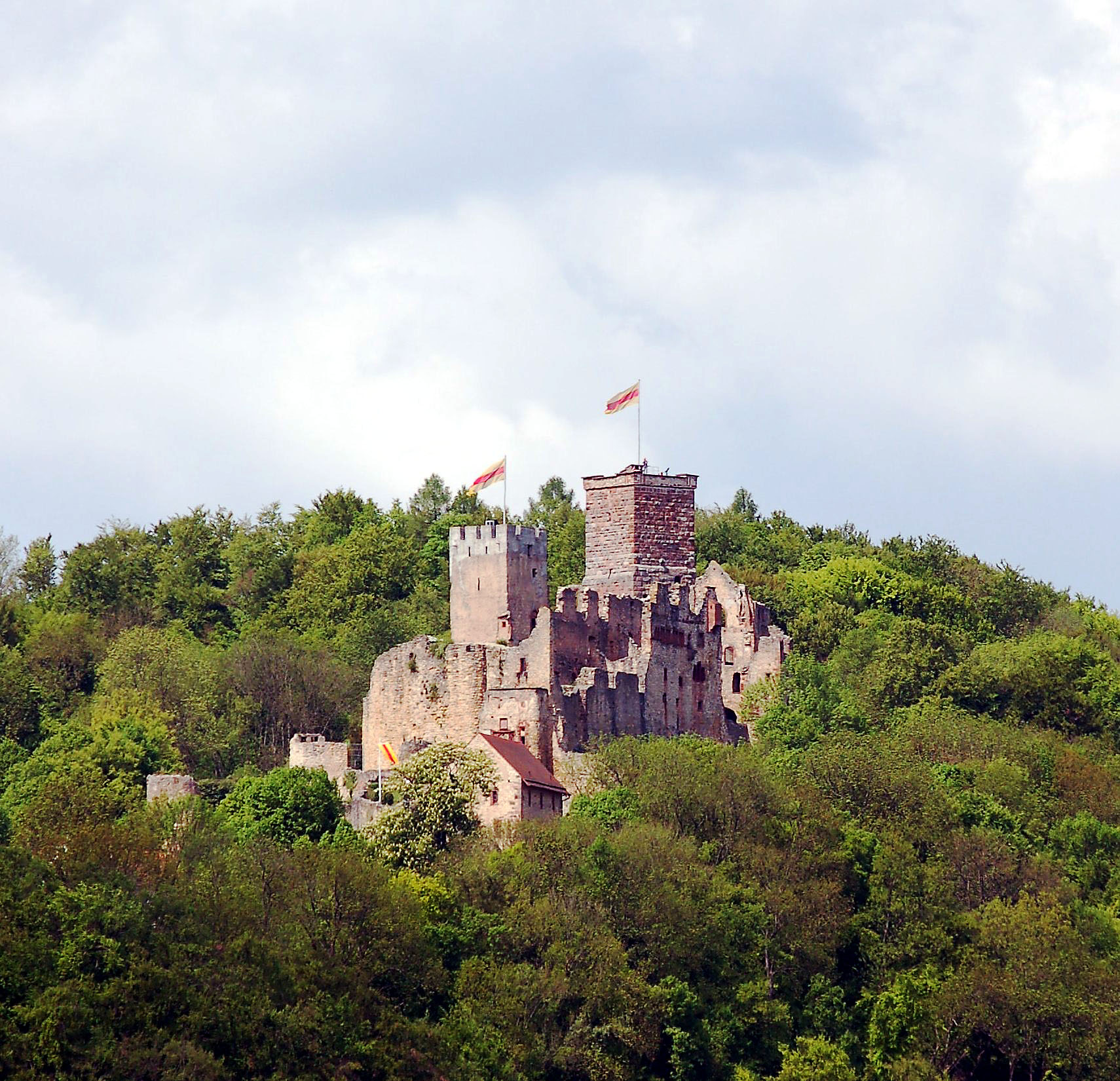
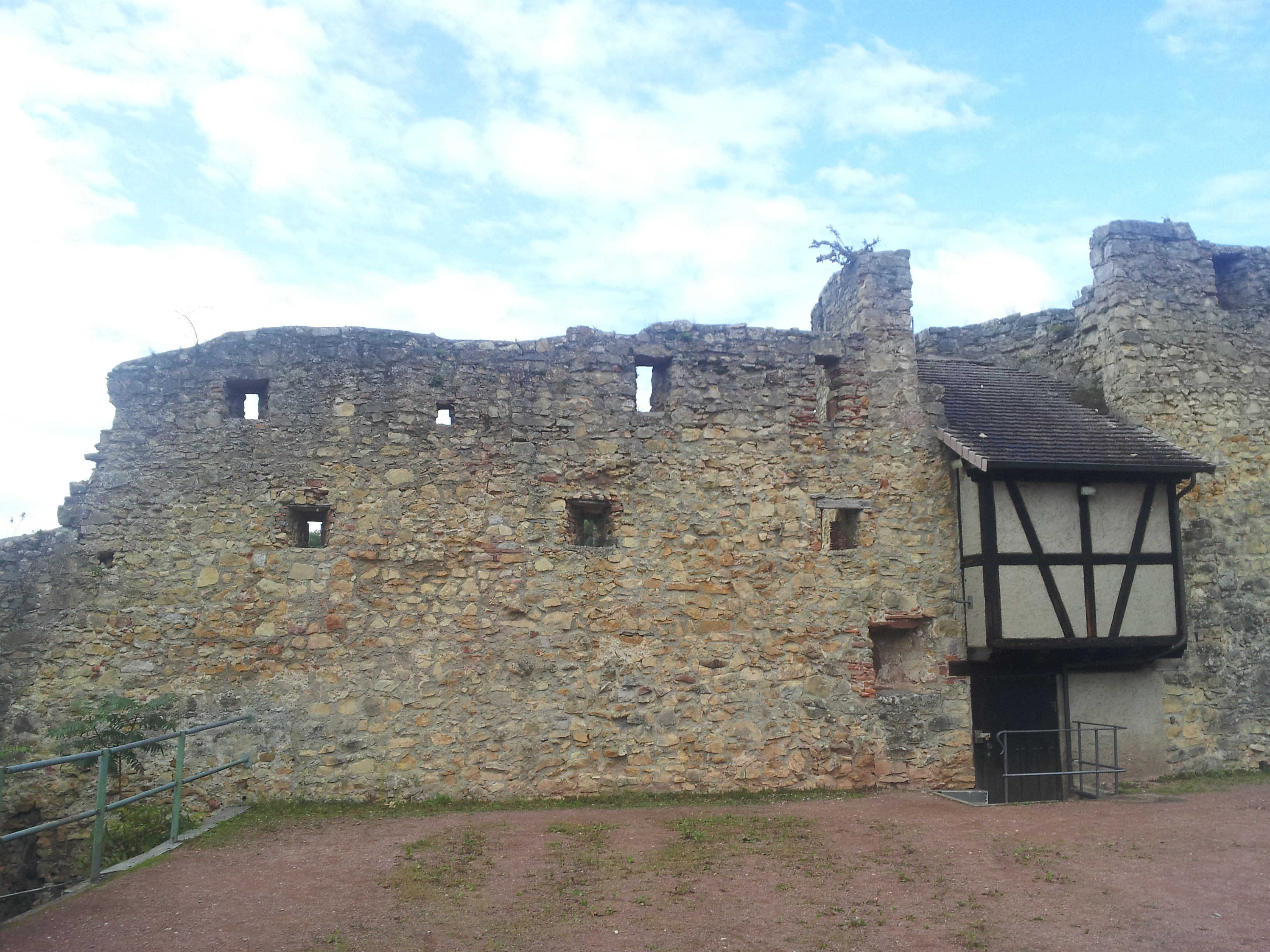
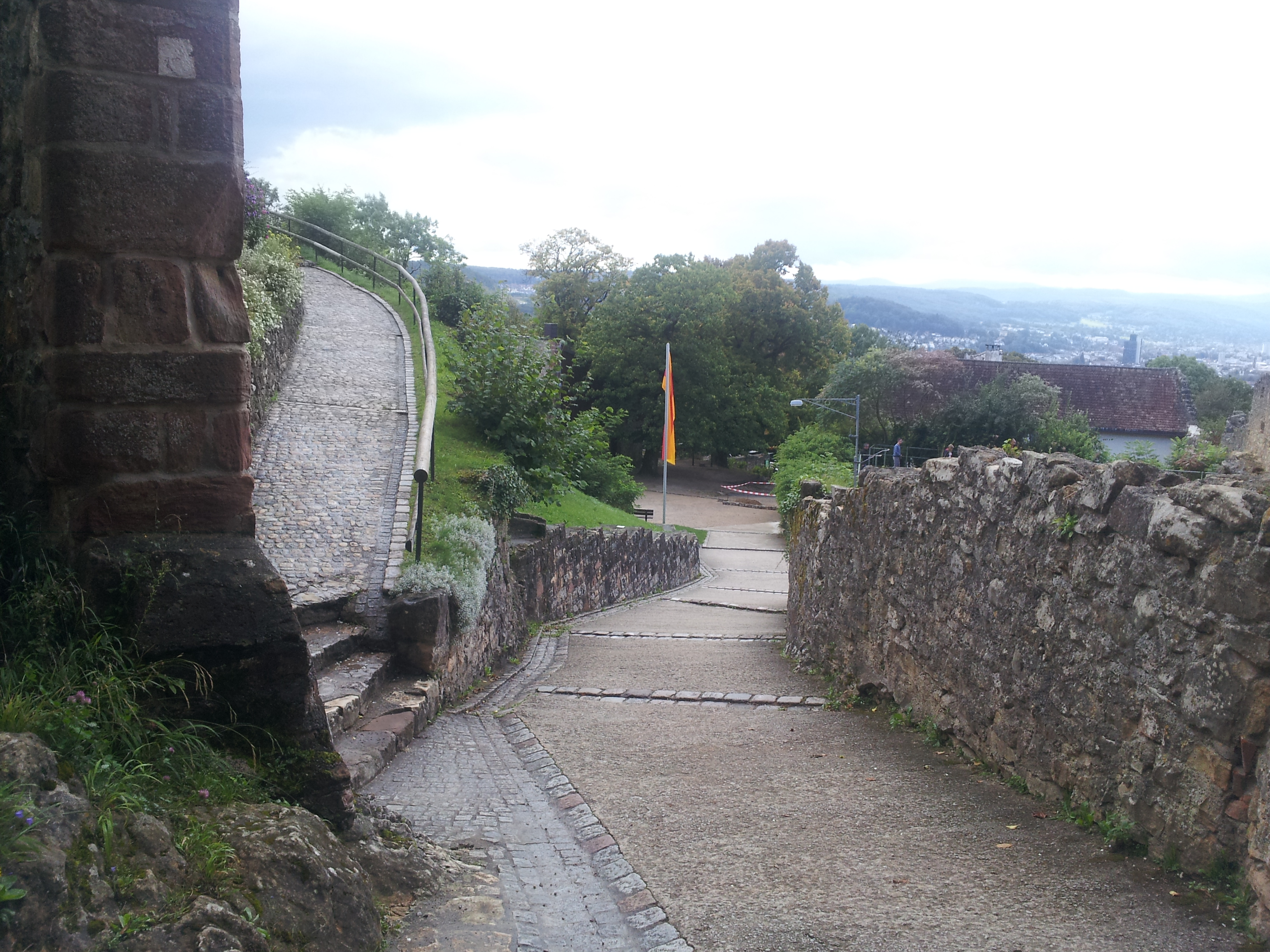
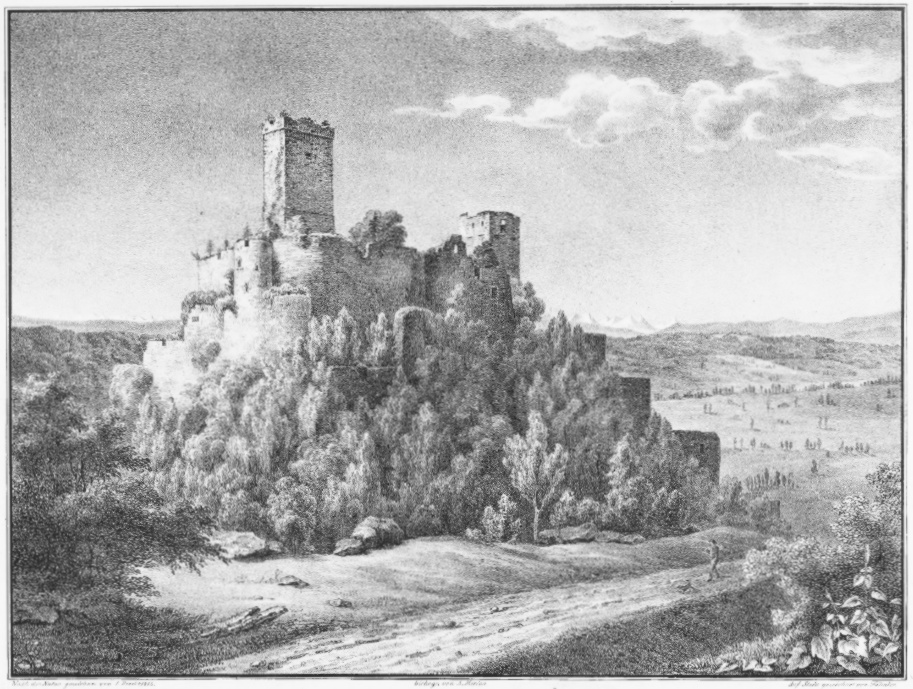